# Bristol Type 603
Bristol 603 — спортивний лімузин британської компанії Bristol Cars Ltd. жовтня 1976 — серпня 1982 років, який прийшов на заміну моделі Bristol 411 Mk.5. На його базі до 2011 виготовляли моделі нові моделі компанії до 2011 року.

## Конструкція
Після моделі 412 мала б вийти модель 413, чого не бажали власники компанії, як і пропускати дане позначення. Тому нова модель розпочала новий серійний ряд 600, про що оголосили у жовтні 1976 на її презентації. До 603-річниці міста Бристоль (1976) моделі надали позначення Bristol 603. Вона не мала конструктивних елементів з моделей 406 — 411. Це була перша модель, чиє шасі повністю виготовили у компанії Bristol. Кузов виготовила компанія Park Royal Vehicles.
Дизайнер компанії Гообс надав кузову отримав абсолютно нову конструкцію. Лише надалі у бічних відсіках поміж дверима і нішами передніх коліс встановлювали запасне колесо, акумулятор. Елементи кузову вперше виготовляли не вручну, а штампуванням. Спочатку до доробки штампів деталі виходили з великими похибками у розмірах, нерівністю поверхонь, що покупці сприймали за низьку якість виготовлення. Одночасно завдяки штампуванню модель отримала тонкі стійки навколо дверей, що значно покращило навколишній огляд. В оздобленні інтер'єру широко використовували шкіру, облицювання дорогими породами дерева. Модель отримала як схвальні відгуки, так і критичні. Зокрема її назвали витвором сільського коваля.
Bristol 603 випустили двома невеликими серіями. Загалом виготовили 70-80 машин, випускаючи у 1970-х роках близько 1 авто за місяць.

### Bristol 603 S1
З 1976 до осені 1982 випускали машини першої серії у модифікаціях Bristol 603S (спорт) і 603E (економ). 603S отримала мотор Крайслер V8 об'ємом 5,9 літрів потужністю 200 к.с.. Авто розвивало швидкість 225 км/год. при розгоні 0-96 км/год за 7,6 секунд.
Модель 603E отримала мотор об'ємом 5,2 літрів потужністю близько 160 к.с. з розгоном 0-96 км/год за 10,9 секунд. Було виготовлено обмежену кількість машин даної модифікації.

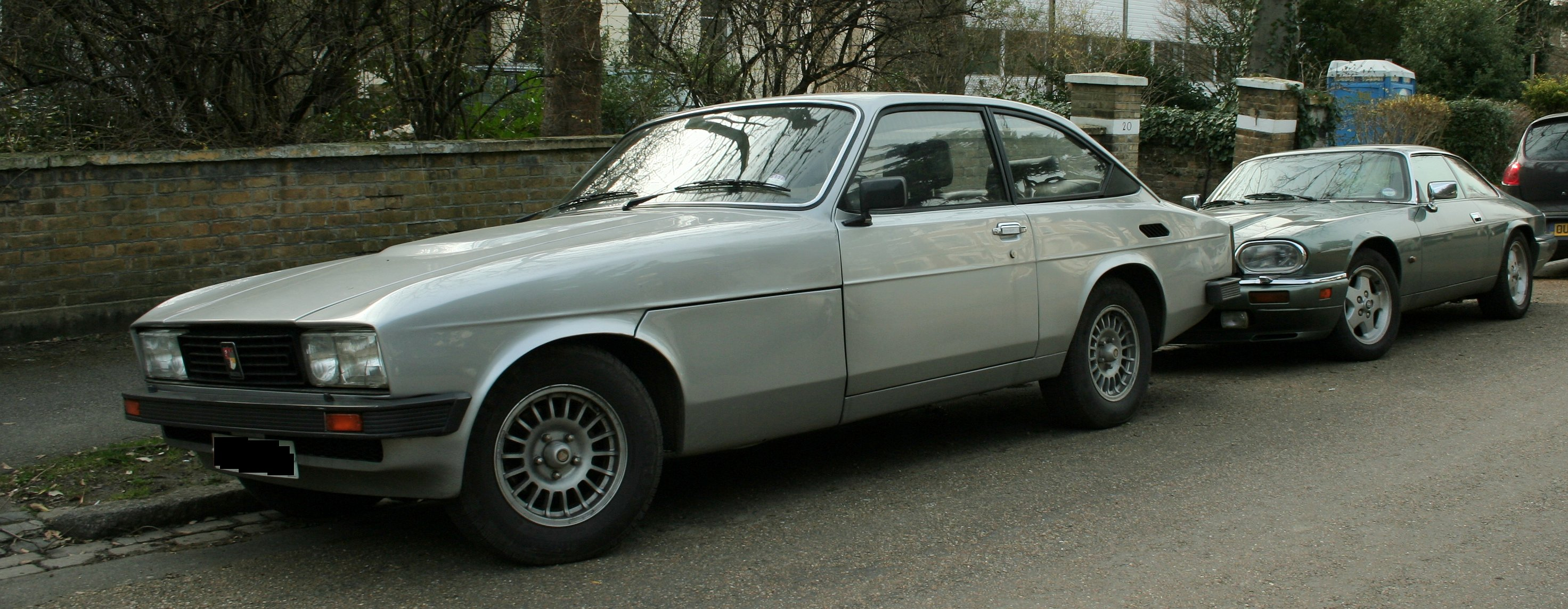
Bristol Brigand

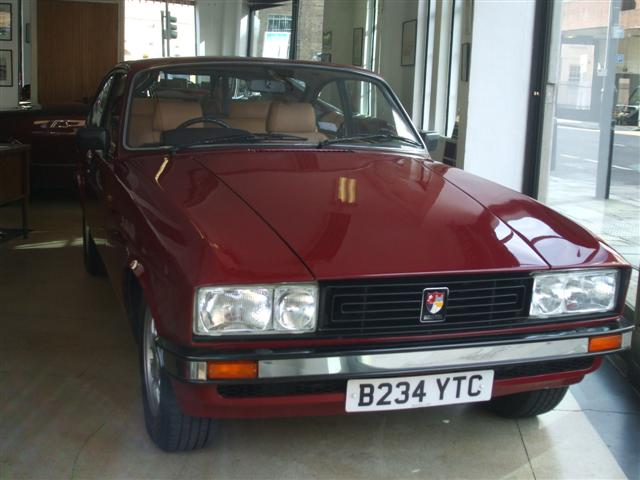
Bristol Britannicia

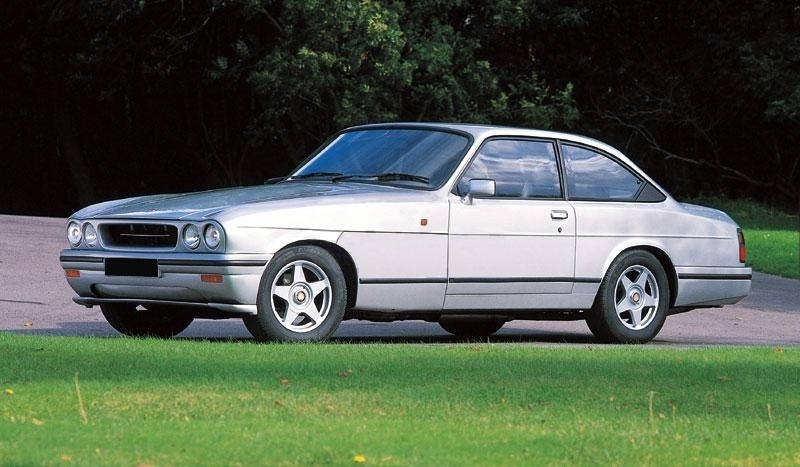
Bristol Blenheim

### Bristol 603 S2
Другу серію 603 S2 виготовили 1978 року з мотором об'ємом 5,9 літрів.

### Bristol 603 S3
Серію виготовляли 1982–1994 роках, надаючи авто назви відомих літаків компанії Bristol Aeroplane Company. Кузов був дещо модернізований, отримавши нові світлотехнічні системи.
На модель Bristol Britannia встановлювали стандартний мотор V8, а на Bristol Brigand мотор Chrysler B з турбокомпресором і гідродинамічною передачею. Авто розвивало швидкість 240 км/год, отримало литі диски коліс.

### Bristol 603 S4
Модель Bristol Blenheim отримало мотор без системи турбонаддуву, із зміненим дизайном кузову. Було виготовлено три модифікації Blenheim. У 1998–1999 роках виготовляли 603 S4 серію 2, з 2000 603 S4 серії 3 з модернізованою ходовою системою.